# William Richard Tolbert, Jr.
William Richard Tolbert, Jr. (Bensonville, 13 de maio de 1913 – Monrovia, 12 de abril de 1980) foi um pastor batista, presidente da Baptist World Alliance e um funcionário público e político liberiano, tendo sido presidente da Libéria de 1971 até seu assassinato, durante um golpe de estado comandado por Samuel Doe em 12 de abril de 1980 e vice presidente, no longo período de presidência de William Tubman de 1952 até 1971, quando assumiu a presidência após a morte de Tubman.

## Inicio de vida
Tolbert nasceu em Bensonville, sendo um americo-liberiano, ele era neto de um ex-escravo americano da Carolina do Sul que emigrou para a Libéria no êxodo liberiano de 1878. O clã Tolbert era uma das maiores famílias americo-liberianas da Libéria.
Ele frequentou a escola primária, Crummell Hall Episcopalian High School. Ele estudou na University of Liberia e obteve um Bachelor of Arts em 1934.

## Ministério batista
Ele foi ordenado pastor batista e tornou-se presidente da Baptist World Alliance em 1965 até 1970.

## Vida Política
Tolbert foi eleito pela primeira vez para a Câmara dos Deputados em 1943 e serviu até ser eleito vice-presidente em 1952, ocupando o cargo até 1971, sendo um dos vice-presidente mais longos da história da África. Após a morte de Tubman, vitima de complicações de uma cirurgia de próstata, Tolbert assumiu a presidência ficando até sofrer um golpe de estado e ser assassinado em 1980.

### Assassinatos rituais no Condado de Maryland
Entre 1965 e 1977, mais de 100 assassinatos ocorreram nos arredores de Harper, no Condado de Maryland, muitos dos quais envolveram mutilações e remoção de partes de corpos. Durante a década de 1970, os liberianos do Condado de Maryland estavam constantemente sob a ameaça de assassinatos rituais. Entre novembro de 1976 e julho de 1977, 14 pessoas desapareceram no condado, o que levou Tolbert a demitir o Superintendente do Condado de Maryland, James Daniel Anderson, por não ter relatado os desaparecimentos e declarado publicamente: "Qualquer pessoa que matar deliberadamente: a lei matará essa pessoa". Doze suspeitos foram presos; sete, incluindo quatro funcionários do governo, foram condenados e executados.